# Andrenidae

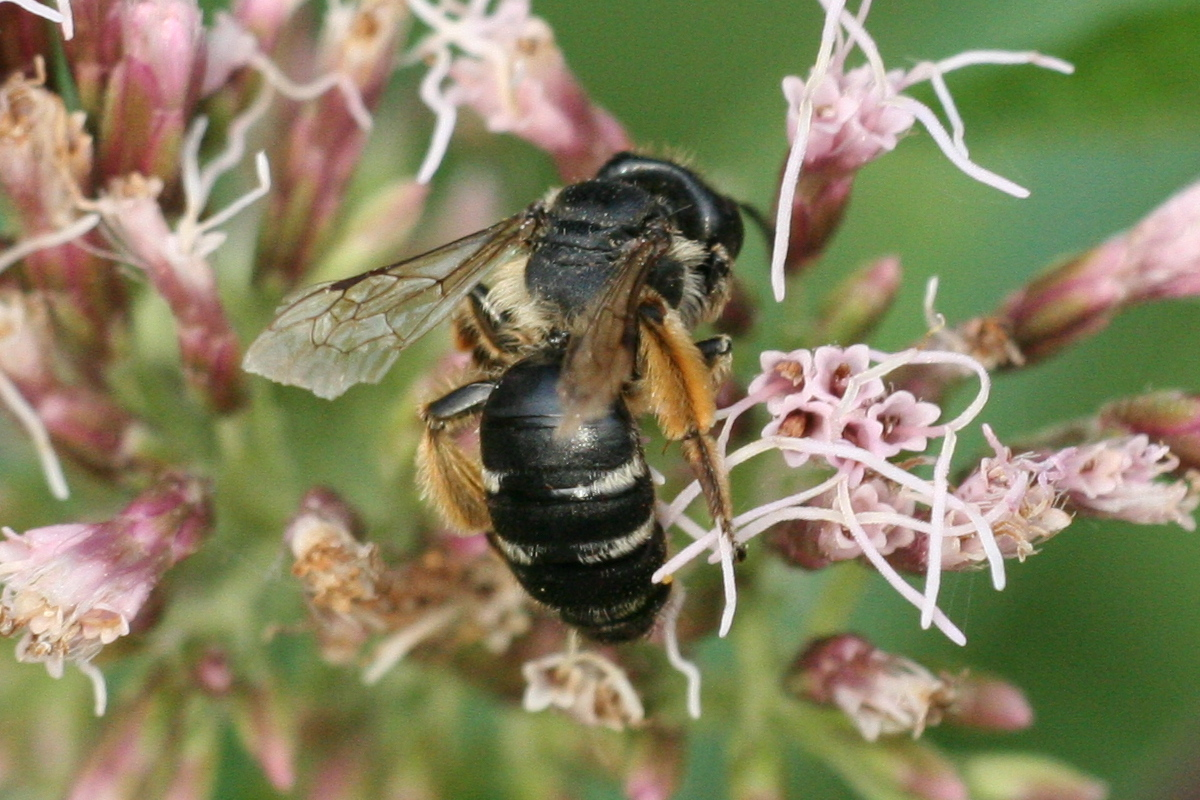
Andrena flavipes.

Los andrénidos (Andrenidae) son una amplia familia de abejas casi cosmopolita (ausente en Australia), no parásitas. Cuenta con 3.000 spp. en 45 géneros. La mayoría de las especies habitan en áreas templadas o áridas. Esta familia incluye algunos géneros enormes (por ejemplo Andrena con más de 1.300 especies, Perdita con 800). Las de la subfamilia, Oxaeinae, son tan diferentes en apariencia que históricamente estaban en familias separadas, pero análisis filogenéticos revelaron que deben clasificarse en las Andrenidae, muy cerca de las Andreninae.
Son abejas típicamente pequeñas a moderadas, frecuentemente con escopas en los segmentos basales de la pata, además de la escopa presente en la tibia, para la colección de polen. Son comúnmente oligolécticas (especialmente dentro de la subfamilia Panurginae), es decir que coleccionan polen de unas pocas especies de plantas, generalmente estrechamente relacionadas. Por lo tanto son polinizadores relativamente especializados.
Pueden separarse de otras familias de abejas por la presencia de dos suturas subantenales en la cara, un aspecto primitivo compartido con las avispas Spheciformes. Muchos grupos también tienen depresiones o canales llamados "fóvea" en la cabeza cerca del margen superior de los ojos, otra característica vista en Spheciformes, y también compartida con algunas Colletidae.
Son además de las pocas familias de abejas que no tienen especies cleptoparásitas.
La subfamilia Oxaeinae es algo diferente en apariencia de las otras subfamilias, siendo grandes, de vuelo rápido, grandes ojos, recordando algunos de los Colletidae más grandes.

## Ciclo vital

Alas de Andrena: Pt: pterostigma.
Venas: C: costa; R: radio; B: basal; Cu: cúbito; A: anal; Rc1 y Rc2: recurrentes primera y segunda; tm: transversa mediana.
Células: 1d, 2d, 3d: discales primera, segunda y tercera; sm: submarginales primera, segunda y tercera; m: marginal.

La hembra cava túneles ramificados y forma una celdilla al final de cada uno, donde deposita un huevo después de aprovisionarlo con polen y néctar. Son abejas solitarias en el sentido que cada una cría su propia familia, pero tienden a formar grandes agrupaciones de nidos. Los adultos de muchas especies son activos solamente en la primavera. La larva crece, pasa la metamorfosis y permanece en la celdilla hasta el año siguiente.

## Especies nocturnas
Es una de las cuatro familias de abejas con algunas especies que son crepusculares; estas especies se activan sólo al atardecer o anochecer, pero no al amanecer. Por lo tanto técnicamente son consideradas "vespertinas". En las Andrenidae, tales especies ocurren primariamente en la subfamilia Panurginae. Estas abejas, suelen tener ocelos muy grandes aunque hay un subgénero de Andrena que siendo crepuscular tiene ocelos normales. Las otras familias con algunas especies crepusculares son: Halictidae, Colletidae y Apidae.